# Лавања (Лоди)
Лавања је насеље у Италији у округу Лоди, региону Ломбардија.
Према процени из 2011. у насељу је живело 607 становника. Насеље се налази на надморској висини од 104 м.